# De Dion-Bouton Type BI
Der De Dion-Bouton Type BI ist ein Pkw-Modell aus der Anfangszeit des 20. Jahrhunderts. Hersteller war De Dion-Bouton aus Frankreich.

## Beschreibung
Die Zulassung durch die nationale Zulassungsbehörde erfolgte am 18. Januar 1908. Vorgänger war der Type AX.
Der Vierzylindermotor hat 90 mm Bohrung, 110 mm Hub und 2799 cm³ Hubraum. Er war damals in Frankreich mit 18 Cheval fiscal (Steuer-PS) eingestuft. Er ist vorne im Fahrgestell montiert und treibt über ein Vierganggetriebe und eine Kardanwelle die Hinterräder an. Der Wasserkühler ist direkt vor dem Motor hinter einem deutlich sichtbaren Kühlergrill. Die Hinterachse ist eine De-Dion-Achse.
Die Basis bildet ein Pressstahlrahmen. Der Radstand beträgt wahlweise 2584 mm oder 2884 mm und die Spurweite 1300 mm.
Bekannt sind Aufbauten als Doppelphaeton.
Das Modell wurde elf Monate lang produziert. Nachfolger wurde der Type BS, der am 22. Dezember 1908 seine Zulassung erhielt.
Ein erhaltenes Fahrzeug von 1908 wurde 2017 für 77.480 Euro versteigert.